# Tupé

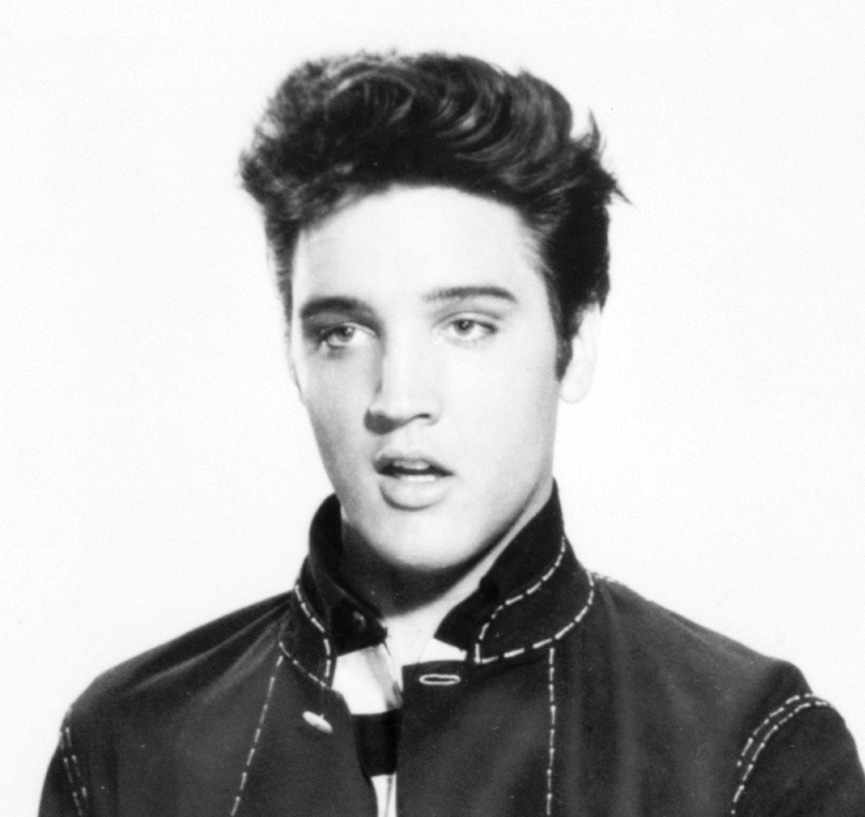
Elvis luciendo tupé.

El tupé  (del francés toupet), conocido también como jopo, es un estilo de peinado que tuvo su esplendor en los años 1950, usado indistintamente por hombres y mujeres y generalmente asociado al tipo de música rock and roll, rockabilly, doo wop y rhythm and blues. Uno de sus primeros innovadores, Elvis Presley, comenzó su carrera musical actuando con tupé.

## Historia
El peinado comenzó a hacerse popular en los Estados Unidos durante los años 1950, cuando llegó a formar parte integral de una nueva generación de jóvenes que buscaban romper con ciertos estilos de vida y algunas pocas costumbres, de modo que, con la naciente cultura musical del rock and roll, se convirtió en sinónimo de este género, de tal forma, que cuando esta música cruzó el Atlántico, el tupé comenzó también a influenciar a los músicos británicos jóvenes, como por ejemplo a The Beatles, que en sus primeras actuaciones actuaban con tupés de estilo clásico. En cuanto al cine, el principal actor que uso el tupé como peinado para llevar a cabo sus películas fue James Dean. Años después, durante el  resurgimiento de finales de los años 1970, lo volvió a popularizar John Travolta.

## Estilo
El tupé consiste en un corte de pelo muy corto en la nuca y ligeramente más largo en los laterales y parte superior trasera y mucho más largo en la parte superior frontal. De esta manera, el cabello se moldea y ayudado por laca, brillantina o algún otro fijador, permite llevar el flequillo alzado y peinado hacia atrás. Dependiendo del tipo de cabello, también puede dejarse más largo en los laterales y peinar ambos lados hacia la parte superior y hacia la nuca, fijando las puntas y rematando con la yema del dedo, desde la coronilla, bajando hasta el final de la nuca, haciendo así el popular 'culo de pato'.

## Años 80
A principios de los años 1980 se produce el auge del psychobilly, además de un regreso de la cultura rockabilly en toda Europa. En esos años en España, grupos musicales como Los Rebeldes la realzaron, dándole al tupé la oportunidad de renacer.